# Aphthona asirica
Aphthona asirica es una especie de  coleóptero de la familia Chrysomelidae. Fue descrita científicamente por primera vez en 1979 por Doguet.